# Embelia angustifolia
Embelia angustifolia är en viveväxtart som först beskrevs av A. Dc., och fick sitt nu gällande namn av A. Dc. Embelia angustifolia ingår i släktet Embelia och familjen viveväxter. Inga underarter finns listade i Catalogue of Life.